# Circé (prénom)
Pour les articles homonymes, voir Circé (homonymie).
Circé est un prénom féminin qui provient de l'ancien grec ancien Κίρκη / Kírkê, qui signifie « oiseau de proie » en français.

## Personnalité portant le prénom Circé
- Circé Lethem (1976-) est une actrice belge,
- Circe Maia (es) (1932-) est une écrivaine uruguayenne,
- Circé, une puissance magicienne de la mythologie grecque.

## Sources et références
1. ↑  « Prénom Circe : origine, signification et étymologie », sur Magicmaman.com (consulté le 29 juillet 2023)
2. ↑  « Circé - Etymologie Français latin grec Sanskrit », sur archive.wikiwix.com (consulté le 29 juillet 2023)